# 黒岩保美
黒岩 保美（くろいわ やすよし、1921年（大正10年）11月14日 - 1998年（平成10年）5月8日）は日本の鉄道イラストレーター、写真家、工業デザイナー、編集者、元日本国有鉄道（国鉄）職員である。
現在の東京都中央区日本橋富沢町出身。

## 略歴
もとは現場職員として国鉄（鉄道省）に就職することを希望していたが、身体が弱かったことから画家修業に切り替える。1936年（昭和11年）、東京学生鉄道趣味連盟に参加して、鉄道関係の交友を拡げた。太平洋戦争中は、何ヵ所かの軍需工場への徵用の後、海軍の嘱託となって横須賀に勤務。連合国軍の占領下となった1947年（昭和22年）2月24日、星晃の計らいで運輸省鉄道総局嘱託となる。連合軍専用客車の外観と改造した車内の構造を立体的にカラー絵として残す作業に取り掛かった。当時はモノ不足でカラーフィルムなど望める時期ではなかったため、日本画の素養のある黒岩に依頼された。
その後1949年（昭和24年）はじめに運輸省鉄道総局職員に採用となり、車輌設計部門の旅客車担当となり、内外装の色使いや各種の標記類、殊に1950年代以降の特急のヘッドマーク・ヘッドサインのほとんどを手がける。1969年（昭和44年）、等級制の廃止とそれに伴うグリーン車の設定では、グリーン車のシンボルマークをデザインし、功労賞を受ける。
1961年（昭和36年）、鉄道友の会の会報の拡大版としてスタートした『鉄道ファン』の編集に関与、1963年（昭和38年）には三代目編集長に就任。1969年（昭和44年）10月号（100号）をもって、四代目編集長宮田寛之に引き継ぐ。その間、蒸気機関車専門の不定期刊行誌『SL』を創刊。
1972年（昭和47年）の鉄道100周年を機に編纂された『100年の国鉄車輌』では国鉄部内の編集主幹。1977年（昭和52年）春、国鉄を定年退職、同時に株式会社エリエイ/プレス・アイゼンバーンに入社。その直前の1976年（昭和51年）10月、プレス・アイゼンバーン刊の櫻井寛写真集『凍煙』を編集。
1978年（昭和53年）、『SL』の理念を引き継ぐ形で『レイル』を創刊。1980年（昭和55年）まで月刊、以降は不定期刊。
プレス・アイゼンバーンでは、1977年（昭和52年）10月に杵屋栄二写真集『汽車・電車』、1978年（昭和53年）10月に『タイ国の蒸気機関車』、1981年（昭和56年）3月に『草軽電気鉄道』、1982年（昭和57年）に『形式シリーズ D51』第2巻と第3巻、1984年（昭和59年）12月に『寿都鉄道』、1987年（昭和62年）7月に『箱根越え』を担当した。
その他、講談社や小学館などでも鉄道関係図書のイラストを担当。1974年（昭和49年）発行の記念切手「SLシリーズ」では原図作成を担当した。　また、1985年（昭和60年）に登場した新幹線100系電車の食堂車の出入り階段付近や妻壁にあった歴代東海道・山陽本線特急のエッチングの原画も手がけている。1997（平成9）年度鉄道友の会シルバー賞受賞（鉄道友の会会章とブルーリボン賞・ローレル賞徽章は黒岩のデザイン）。
1997年（平成9年）秋の個展のあと、11月18日東京医科大学病院に入院。1998年（平成10年）5月8日午後10時28分、急性骨髄性白血病により逝去。享年75。没後、遺志によりヨーク鉄道博物館に英国製蒸気機関車を描いた絵画数点が寄贈された。

## 画集・写真集

### 画集
- 『蒸気機関車時代』（プレス・アイゼンバーン、1981年12月）
- 『鉄路の名優たち 黒岩保美・鉄道画集』（プレス・アイゼンバーン、1997年10月） ISBN 4-87112-316-2

### 写真集
- 『写真集・蒸気機関車時代』（日本映画新社、2000年）
- 黒岩保美作品集編集委員会 編『黒岩保美作品集 くろがねの記憶』（誠文堂新光社、2006年11月） ISBN 4-416-80673-6
- 黒岩保美作品集編集委員会 編『黒岩保美作品集2 くろがねの軌跡』（誠文堂新光社、2007年10月） ISBN 978-4-416-80743-9

## 共著
- 『御殿場線ものがたり』（福音館書店、1986年、1993年） ISBN 4-8340-1114-3
- 『シベリア鉄道ものがたり』（福音館書店、1990年）
- 『青函連絡船ものがたり』（福音館書店、1992年） ISBN 4-8340-1123-2
- 『スイス鉄道ものがたり』（福音館書店、1995年） ISBN 4-8340-1334-0

以上4作、宮脇俊三との共著（イラストを担当）。

## 映像ソフト
8mm映画
- 『蒸気機関車時代』（日本映画新社、1999年）

DVDブックス
- 『黒岩保美 蒸気機関車の世界 1 北海道編』（JTBパブリッシング、2007年8月） ISBN 978-4-533-07163-8
- 『黒岩保美 蒸気機関車の世界 2 本州編（其の壱）』（JTBパブリッシング、2007年8月） ISBN 978-4-533-07164-5
- 『黒岩保美 蒸気機関車の世界 3 本州編（其の弐）・九州編』（JTBパブリッシング、2007年8月） ISBN 978-4-533-07165-2